# Tyus Edney
Tyus Dwayne Edney (* 14. Februar 1973 in Gardena (Kalifornien), Vereinigte Staaten) ist ein ehemaliger US-amerikanischer Basketballspieler.

## Werdegang
Edney wuchs in Long Beach im US-Bundesstaat Kalifornien auf und war Mitglied der Schülermannschaft der örtlichen Long Beach Polytechnic High School. Von 1991 bis 1995 studierte er an der University of California, Los Angeles (UCLA) und gehörte der Basketballmannschaft der Hochschule an. 1995 gewann er mit der UCLA die NCAA-Hochschulmeisterschaft. In der zweiten Runde des Meisterschaftsturniers erzielte er gegen die University of Missouri mit dem Ertönen der Schlusssirene den Siegtreffer, nachdem er zuvor bei 4,8 Sekunden verbleibender Spielzeit unter dem eigenen Korb den Ball erhalten hatte und mit diesem auf die gegenüberliegende Seite des Spielfeldes geeilt war. Im Endspiel gegen die University of Arkansas litt Spielmacher Edney unter einer Verletzung des rechten Handgelenks und stand dennoch zu Beginn der Begegnung auf dem Spielfeld. Die Verletzung behinderte ihn jedoch, Edney führte den Ball deshalb nur mit der linken Hand, gab nach rund zweieinhalb Minuten Spielzeit auf und kam nicht mehr zum Einsatz.
1994 nahm Edney mit einer US-Auswahl an den Goodwill Games in St. Petersburg teil und gewann die Bronzemedaille.
Im berufsmäßigen Basketball legte Edney ein gutes Anfangsjahr in der NBA hin, als er in der Saison 1995/96 in 60 seiner 80 Einsätze für die Sacramento Kings der Anfangsaufstellung angehörte und je Begegnung im Mittel 31 Minute Einsatzzeit erhielt sowie 10,8 Punkte erzielte und 6,1 Korberfolge seiner Mannschaftskameraden unmittelbar vorbereitete. In seinen übrigen NBA-Jahren blieb deutlich unter diesen Werten. Edney gewann mehrere Titel im europäischen Basketball. 1999 errang er mit Žalgiris Kaunas die EuroLeague, zum Endspielsieg gegen Virtus Bologna trug er 14 Punkte bei und wurde als bester Spieler des Schlussturniers ausgezeichnet. Im selben Jahr erreichte er mit Kaunas auch den litauischen Meistertitel sowie den Sieg in der Nordeuropäischen Basketball-Liga. Als Spieler von Benetton Treviso wurde Edney 2002 und 2003 italienischer Meister, 2000, 2003 und 2004 italienischer Pokalsieger sowie 2001 und 2002 italienischer Supercup-Sieger. 2003 erreichte er mit Treviso das Endspiel der EuroLeague, das gegen den FC Barcelona verloren wurde. 2008 gewann er mit BK Asowmasch Mariupol den ukrainischen Pokalwettbewerb.
2010 kehrte Edney an die University of California, Los Angeles zurück, war an der Hochschule bis 2017 für die täglichen Abläufe der Basketballmannschaft verantwortlich und diente als Bindeglied zwischen Mannschaft und Verwaltungsstellen der Hochschule. Von 2017 bis 2019 arbeitete Edney als UCLA-Assistenztrainer und hernach wieder auf der Führungsebene des Hochschulsports. 2022 wechselte Edney als Assistenztrainer an die University of San Diego.